# Ma'ale Yosef
Le conseil régional de Ma'ale Yosef, en hébreu : מועצה אזורית מעלה יוסף, est situé en Haute Galilée, dans le district Nord d'Israël, entre Ma'alot-Tarshiha et Shlomi (en). Sa population s'élève, en 2016, à 10 297 habitants.

## Liste des communautés
Moshavim
- Avdon (en)
- Ein Ya'akov (en)
- Elkosh (en)
- Even Menachem (en)
- Goren (en)
- Hosen (en)
- Lapidot (en)
- Manot (en)
- Me'ona (en)
- Netu'a (en)
- Peki'in HaHadasha (en)
- Shomera (en)
- Shtula (en)
- Tzuriel (en)
- Ya'ara (en)
- Zar'it (en)

Municipalités communautaires
- Abirim (en)
- Gita (en)
- Gornot HaGalil (en)
- Mattat (en)
- Mitzpe Hila
- Neve Ziv (en)

## Source de la traduction
- (en) Cet article est partiellement ou en totalité issu de l’article de Wikipédia en anglais intitulé « Ma'ale Yosef Regional Council » (voir la liste des auteurs).